# Ctenotus severus
Ctenotus severus är en ödleart som beskrevs av  Storr 1969. Ctenotus severus ingår i släktet Ctenotus och familjen skinkar. Inga underarter finns listade i Catalogue of Life.